# العنف الطائفي بين المسلمين

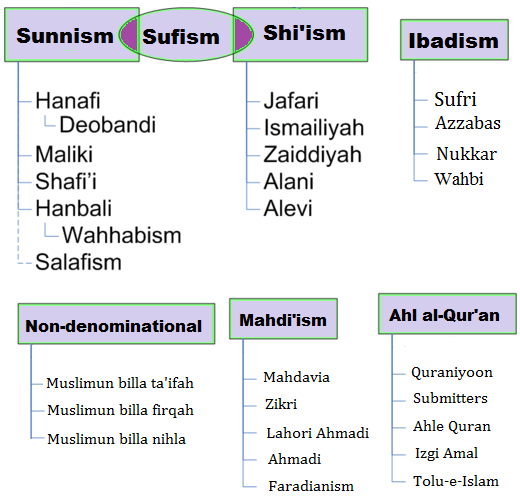
هناك العديد من التركيبة السكانية والمجموعات الفرعية المختلفة في الإسلام.

العنف الطائفي بين المسلمين هو الصراع المستمر بين المسلمين من مختلف الطوائف، ومعظمهم من الشيعة والسنة، على الرغم من أن القتال يمتد إلى الفروع الأصغر والأكثر تحديدًا داخل هذه الطوائف، وكذلك الصوفية. وقد تم توثيقه على أنه استمر منذ بدايات الإسلام حتى العصر الحديث.[بحاجة لمصدر]

## حديثًا

### في البحرين
البحرين تحكمها عائلة آل خليفة، الذين هم جزء من الأقلية السنية منذ عام 1783. غالبًا ما اشتكت الأغلبية الشيعية في البحرين من سوء المعاملة في التوظيف والإسكان والبنية التحتية، بينما يتمتع السنة بوضع تفضيلي. وبحسب ما ورد استوردت الحكومة البحرينية السنة من پاكستان وسوريا في محاولة لزيادة النسبة المئوية للسنة. المسلمون الشيعة ممنوعون من الخدمة في المناصب السياسية والعسكرية الهامة. كثيرًا ما يؤكد السنة والشيعة أنه بغض النظر عن طائفتهم، فإنهم جميعًا بحرينيون أولاً وقبل كل شيء. ومع ذلك، فإن التمييز الطائفي يغرق تحت سطح المجتمع.
وقعت اشتباكات طائفية طفيفة خلال الانتفاضة البحرينية. في 4 آذار (مارس) 2011، أصيب 6 أشخاص في مدينة حمد وتدخلت الشرطة لتفريق الشباب الشيعة والذين تم تجنيسهم مؤخرًا من العرب السنة الذين اشتبكوا بالسكاكين، العصي، والسيوف، على حد قول الشهود. ليس من الواضح سبب الحادث،  حيث ألقى كلا الجانبين باللوم على الآخر في اندلاع العنف. يمثل هذا الحادث أول عنف طائفي منذ اندلاع الاحتجاجات في 14 شباط (فبراير). وقال متحدث باسم حزب الوفاق المعارض إن الاشتباكات كانت بسبب خلاف بين العائلات في المنطقة وليست بسبب طائفة الناس. وقال آخرون إن الشباب الشيعة استهدفوا المجنسين السنة الذين يعيشون في المنطقة.

### في بنغلاديش
في 24 تشرين الأول (أكتوبر) 2015، قُتل شخص وجُرح 80 في هجوم بالقنابل على موكب عاشوراء لطائفة المسلمين الشيعة، في العاصمة البنغلاديشية دكا، والذي أعلن تنظيم الدولة الإسلامية (داعش) مسؤوليته عنه.
في 26 تشرين الثاني (نوفمبر) 2015، قُتل شخص واحد وجُرح 3 في هجوم شنه مسلحون على مسجد شيعي في شمال بنغلاديش، أعلن تنظيم الدولة الإسلامية (داعش) مسؤوليته عنه.
في 14 آذار (مارس) 2016، عُذب عبد الرزاق، أحد كبار رجال الدين الشيعة، حتى الموت، وأعلن تنظيم الدولة الإسلامية (داعش) مسؤوليته عنه.

### في إندونيسيا
في شباط (فبراير) 2011، قُتل ثلاثة من أعضاء الحركة الأحمدية بعد أن حاصرتهم حشد من الناس واتهامهم بالهرطقة.

### في العراق
بعد غزو العراق عام 2003 والسقوط اللاحق لنظام صدام حسين، وجدت الأقلية السنية، التي كانت تتمتع في السابق بفوائد متزايدة في ظل حكم صدام، نفسها الآن خارج السلطة حيث سعت الأغلبية الشيعية، التي تم قمعها في عهد صدام، إلى إقامة السلطة. أدت هذه التوترات الطائفية إلى تمرد عنيف شنته مجموعات متشددة من السنة والشيعة، مثل القاعدة في العراق وجيش المهدي. بعد انسحاب الولايات المتحدة في عام 2011، ارتفع العنف إلى مستويات عام 2008. بعد شباط (فبراير) 2006، قُتل عشرات الآلاف من الأشخاص في جميع أنحاء العراق، عندما اندلعت حرب أهلية بين الطائفتين المسلمتين المتنافستين، واستمرت حتى عام 2008.

### في المملكة العربية السعودية
أصدر مفتي المملكة العربية السعودية، عبد العزيز بن عبد الله الشيخ، فتوى في 12 أيلول (سپتمبر) 2013، مفادها أن التفجيرات الانتحارية «جرائم كبرى»، والمفجرون «مجرمون يندفعون إلى الجحيم بأفعالهم». ووصف الشيخ الانتحاريين بأنهم «سلبوا عقولهم... استخدموا (كأدوات) لتدمير أنفسهم والمجتمعات».
في 16 أيلول (سبتمبر) 2013، أدان العنف ضد غير المسلمين الذين يعيشون في البلدان الإسلامية أو المسلمين الموصوفين بالكفار. وندد المفتي العام بالأعمال التي تؤدي إلى «إراقة دماء المسلمين ومن يعيشون في بلادهم بسلام». وصرح الشيخ آل شيخ: «بالنظر إلى التطورات الخطيرة في العالم الإسلامي، أود أن أحذر من خطر الاعتداء على المسلمين ومن هم (غير المسلمين) تحت حماية المسلمين».
«بالنظر إلى التطورات الخطيرة التي تتطور بسرعة في العالم الإسلامي، من المحزن للغاية أن نرى نزعات السماح أو التقليل من إراقة دماء المسلمين ومن هم تحت الحماية في بلادهم. الأقوال الطائفية أو الجهلة التي يطلقها بعض هؤلاء لن تفيد إلا الجشعين والحاقدين والحسد.» وقال الشيخ آل الشيخ نقلًا عن عدد من الآيات القرآنية والأحاديث.
ومع ذلك، فإن حكومة المملكة العربية السعودية تميز و/أو تضطهد المسلمين الشيعة،  الأحمديين،  وحتى الإسلام السني غير السلفي. 

### في الصومال
أهل السنة والجماعة هي جماعة صومالية شبه عسكرية تتكون من الصوفيين والمعتدلين المعارضين لمنظمة الشباب الإسلامية المتطرفة. إنهم يقاتلون لمنع فرض الوهابية على الصومال وحماية التقاليد السنية والصوفية في البلاد والآراء الدينية المعتدلة بشكل عام.

### في سوريا
وصف بعض المحللين أجزاء من الحرب الأهلية السورية (2011-الحاضر) بأنها حرب طائفية، لاسيما بين الشيعة العلويين والسنة الحاكمين.

### في اليمن
في اليمن، اندلعت اشتباكات كثيرة بين السلفيين والحوثيين الشيعة.